# Aleksandr Bessmertnych
Aleksandr Andrejevitj Bessmertnych (ryska: Александр Андреевич Бессмертных), född den 15 september 1986, är en rysk längdskidåkare.
Han tog OS-silver i herrarnas stafett i samband med de olympiska längdskidtävlingarna 2014 i Sotji.